# 伊沃·拉多夫尼科维奇
伊沃·拉多夫尼科维奇（1918年2月9日—1977年10月27日），克罗地亚男子足球运动员，场上位置是中场。他曾代表南斯拉夫国家队参加1950年国际足联世界杯，结果队伍止步第一轮。